# Старозагорска овца
Местна старозагорска овца е българска порода овце с предназначение добив на вълна, мляко и месо.

## Разпространение
Породата е разпространена в стопанства в селища, намиращи се в Тракийската низина в областите Стара Загора, Хасково, Сливен и Ямбол. Породата е създадена при целенасочена селекция в района на Стара Загора откъдето произлиза и името ѝ.
Към 2008 г. броят на представителите на породата е бил 2061 индивида.
Рисков статус — уязвима.

## Описание
Главата е бяла, нежна и удължена с добре изразен характерен изпъкнал профил до носната линия, незарунена. Шията е дълга, често необрасла с вълна. Мъжките са преобладаващо безроги, но допреди 50 - 60 години рогата са били характерни за породата. Животните са типични представители на млечните породи овце. Гърдите са тесни и недостатъчно дълбоки. Опашката е дълга и зарунена, достига под скакателните стави. Краката са дълги, а копитата са здрави. Руното е полуотворено с бял цвят.
Овцете са с тегло 70 – 80 kg, а кочовете 90 – 120 kg. Средният настриг на вълна е 2,5 – 3,5 kg при овцете и 4 – 4,5 kg при кочовете. Плодовитостта е в рамките на 130 – 160%. Средната млечност за доен период е 70 – 120 l.